# 圆球股窗蟹
圆球股窗蟹（学名：Scopimera globosa）为沙蟹科股窗蟹属的动物。分布于朝鲜西岸、日本、台湾岛以及中国大陆的广东、福建、山东等地，生活环境为海水，常穴居于潮间带的泥沙滩上。